# Playboy Polska (miesięcznik)
Playboy (podtytuł: Prowokuje do myślenia, wcześniej Męski Punkt Widzenia) – ilustrowane czasopismo erotyczne i publicystyczne w edycji polskiej, wydawane w latach 1992–2019.

## Historia polskiej edycji
Na początku 1992 roku do Polski przybył Haresh Shah (dyrektor naczelny Playboy International), był on odpowiedzialny za wydawanie zagranicznych edycji tego pisma. Pierwotnie wydawcą miał stać się Elgaz, ale ostatecznie zdecydowano się na Beatę Milewską. W maju 1992 utworzono na warszawskim Żoliborzu siedzibę redakcji. Redaktorem naczelnym został Tomasz Raczek a dyrektorem artystycznym Andrzej Pągowski. Pierwszymi stałymi współpracownikami byli: Zygmunt Kałużyński, Wojciech Mann, Marek Niedźwiecki, Waldemar Świerzy, Janusz Korwin-Mikke, Stanisław Lem, Jan Młodożeniec, Daniel Passent, Marcin Kydryński, Hanna Bakuła.
Ostatecznie pierwszy numer polskiego Playboya ukazał się w grudniu 1992 i kosztował 29 500 ówczesnych złotych. Zawierał wywiad z Lechem Wałęsą oraz sesję fotograficzną z pierwszą Playmate edycji polskiej Malwiną Rzeczkowską.
Uroczyście zainaugurowano wydanie pierwszego numeru polskiego Playboya w stołecznym hotelu Victoria recitalem Edyty Górniak z udziałem gości ze świata kultury i sztuki.
Najlepiej sprzedającym się polskim numerem „Playboya” była gazeta z sesją zdjęciową Shazzy.
Przed początkiem ukazywania się edycji polskiej magazynu „Playboy”, na przełomie lat 80. i 90. w Polsce ukazywał się miesięcznik Playtboy.
Magazyn Playboy (ep) organizuje też przyjęcia i spotkania towarzyskie dla VIP-ów, wernisaże, imprezy plenerowe. Z biegiem lat dorobił się własnych nagród edycji polskiej, takich jak: Złoty Królik (dla nowych osobowości mediów), Samochód Roku Playboya, Wakacyjna Dziewczyna Playboya.
Playboy (ep) wydaje także, jako dodatek do wydań, kalendarze:
- 1996 pt. Katarzyna Figura – Amerykański Sen
- 2001 pt. Wybierz playmate roku 2001
- 2006 pt. fotografie – Guido Argentini
- 2007 pt. fotografie – Roberto Rocco
- 2008 pt. fotografie – Michael Plumridge
- 2009 pt. Playmates w Playboy Mansion – Alexander Morderer

Od jesieni 2002 „Playboy” (polska edycja), co pół roku (maj, listopad) wydawała również, jako dodatek do swych wydań, magazyn o modzie męskiej „Kreator”.
W 2019 r. wydawca magazynu Marquard Media Polska zapowiedział zakończenie wydawania magazynu z końcem 2019 r. w związku z wycofaniem się z rynku prasy.

## Redaktorzy naczelni
1. Tomasz Raczek (grudzień 1992 – sierpień 1997)
2. Grzegorz Basaj (wrzesień 1997 – lipiec 1998)
3. Przemysław Berg (październik 1998 – marzec 2002, sierpień, wrzesień 1998 jako p.o.)
4. Andrzej Czuba (kwiecień 2002 – maj 2003)
5. pełniący obowiązki Wojciech Chełchowski (czerwiec 2003)
6. Marcin Meller (lipiec 2003– wrzesień 2012)
7. Rafał Księżyk (październik 2012 – styczeń 2018)[5]
8. Maciej Gajewski (marzec 2018 – maj 2018)
9. Robert Ziębiński (czerwiec 2018 – czerwiec 2019, luty 2018 jako p.o.)[5][6]
10. Anna Mierzejewska (lipiec 2019 – grudzień 2019)[7]

## Wybrane osoby w „Playboyu”

### 1990–1999
1992
| Nr | Miesiąc  | Okładka            | Playmate miesiąca   | Wywiady | Sesje zdjęciowe |
| -- | -------- | ------------------ | ------------------- | ------- | --------------- |
| 1  | grudzień | Króliczek Playboya | Malwina Rzeczkowska |         |                 |

1993
| Nr | Miesiąc     | Okładka                 | Playmate miesiąca  | Wywiady                        | Sesje zdjęciowe        |
| -- | ----------- | ----------------------- | ------------------ | ------------------------------ | ---------------------- |
| 2  | styczeń     | Joan Severance          | Fawna MacLaren     | Sean Penn                      | Joan Severance         |
| 3  | luty        | Bogna Sworowska         | Morgan Fox         |                                | Bogna Sworowska        |
| 4  | marzec      | La Toya Jackson         | Morena Corwin      | Whitney Houston                | La Toya Jackson        |
| 5  | kwiecień    | Sharon Stone            | Echo Johnson       | Sharon Stone                   | Echo Johnson           |
| 6  | maj         | Stephanie Seymour       | Corinna Harney     | Jacek Kuroń, Cindy Crawford    | Stephanie Seymour      |
| 7  | czerwiec    | Paulina Porizkova       | Christina Leardini | Zbigniew Zamachowski           | Paulina Porizkova      |
| 8  | lipiec      | Shane Barbi, Sia Barbi  | Barbara Moore      |                                | Shane Barbi, Sia Barbi |
| 9  | sierpień    | Cindy Crawford          | Cheryl Bachman     | Michael Jordan, Jacek Wójcicki | Cindy Crawford         |
| 10 | wrzesień    | Elizabeth Gracen        | Candy Cantrell     | Jacek Santorski                | Elizabeth Gracen       |
| 11 | październik | Alicja Resich-Modlińska | Nicole Wood        | Larry Kramer, Laura Dern       |                        |
| 12 | listopad    | Mimi Rogers             | Alesha Oreskovich  | Frank Zappa                    | Mimi Rogers            |
| 13 | grudzień    | Joan Collins            | Renata Murawska    | Jasir Arafat, David Bowie      | Joan Collins           |

1994
| Nr | Miesiąc     | Okładka                | Playmate miesiąca  | Wywiady                          | Sesje zdjęciowe        |
| -- | ----------- | ---------------------- | ------------------ | -------------------------------- | ---------------------- |
| 14 | styczeń     | Shane Barbi, Sia Barbi | Anna-Marie Goddard | Marek Markiewicz, Marek Piwowski | Shane Barbi, Sia Barbi |
| 15 | luty        | Anna Nicole Smith      | Leisa Sheridan     | Tony Halik, Elżbieta Dzikowska   | Anna Nicole Smith      |
| 16 | marzec      | Erika Eleniak          | Carrie Westcott    |                                  | Erika Eleniak          |
| 17 | kwiecień    | Katarzyna Kozaczyk     | Jennifer Lavoie    | Krystyna Janda                   | Katarzyna Kozaczyk     |
| 18 | maj         | Katarzyna Figura       | Julianna Young     | Shaquille O’Neal, Al Pacino      | Katarzyna Figura       |
| 19 | czerwiec    | Elle Macpherson        | Edyta Olszyńska    | Zbigniew Boniek                  | Elle Macpherson        |
| 20 | lipiec      | Jenny McCarthy         | Shannon Long       |                                  | Jenny McCarthy         |
| 21 | sierpień    | Charlotte Lewis        | Lisa Matthews      | Tomasz Lis                       | Charlotte Lewis        |
| 22 | wrzesień    | Patti Davis            | Elke Jeinsen       | Ewa Wachowicz                    | Patti Davis            |
| 23 | październik | Lucie Benesova         | Elan Carter        | Bill Gates, Cezary Pazura        | Lucie Benesova         |
| 24 | listopad    | Edyta Górniak          | Victoria Zdrok     | Steven Spielberg                 |                        |
| 25 | grudzień    | Robin Givens           | Joanna Janikowska  | Grażyna Szapołowska              | Robin Givens           |

1995
| Nr | Miesiąc     | Okładka              | Playmate miesiąca  | Wywiady               | Sesje zdjęciowe  |
| -- | ----------- | -------------------- | ------------------ | --------------------- | ---------------- |
| 26 | styczeń     | Pamela Anderson      | Elisa Bridges      | David Geffen          | Pamela Anderson  |
| 27 | luty        | Madonna              | Sabrina Allen      | Madonna               | Sabrina Ciccone  |
| 28 | marzec      | Drew Barrymore       | Melissa Holliday   |                       | Drew Barrymore   |
| 29 | kwiecień    | Naomi Campbell       | Stacy Sanches      | Władimir Żyrinowski   | Naomi Campbell   |
| 30 | maj         | Amber Smith          | Małgorzata Werner  |                       | Amber Smith      |
| 31 | czerwiec    | Katarzyna Skrzynecka | Danelle Folta      | Jean-Claude Van Damme |                  |
| 32 | lipiec      | Jennifer Driver      | Angelika Frakowska |                       | Jennifer Driver  |
| 33 | sierpień    | Julie Cialini        | Cynthia Brown      | Mel Gibson            | Julia Cialini    |
| 34 | wrzesień    | Cindy Crawford       | Heidi Mark         | Cindy Crawford        |                  |
| 35 | październik | Kimberley Conrad     | Rachel Marteen     |                       | Kimberley Conrad |
| 36 | listopad    | Lisa Boyle           | Donna D’Errico     |                       | Lisa Boyle       |
| 37 | grudzień    | Sharon Stone         | Dorota Wysoczyńska | William Wharton       |                  |

1996
| Nr | Miesiąc     | Okładka            | Playmate miesiąca       | Wywiady           | Sesje zdjęciowe              |
| -- | ----------- | ------------------ | ----------------------- | ----------------- | ---------------------------- |
| 38 | styczeń     | Anita Lipnicka     | Alicja Rickter          | Sandra Bullock    | Anita Lipnicka               |
| 39 | luty        | Pamela Anderson    | Iwona Gąsowska          |                   | Pamela Anderson              |
| 40 | marzec      | Izabella Scorupco  | Samantha Torres         |                   | Samantha Torres, Ewa Sałacka |
| 41 | kwiecień    | Nicole Kidman      | Ewelina Tolska          | Salman Rushdie    | Heidi Mark                   |
| 42 | maj         | Katarzyna Kozaczyk | Kona Carmack            | Juliusz Machulski | Katarzyna Kozaczyk           |
| 43 | czerwiec    | Renata Dancewicz   | Gillian Bonner          |                   |                              |
| 44 | lipiec      | Cristy Thom        | Łucja Wąsowska          | Harvey Keitel     | Cristy Thom                  |
| 45 | sierpień    | Wiganna Papina     | Karin Taylor            | Kora Jackowska    | Wiganna Papina               |
| 46 | wrzesień    | Kayah              | Angel Boris             | Shaquille O’Neal  | Kayah                        |
| 47 | październik | Jenny McCarthy     | Małgorzata Jarmołkowicz | Marek Kamiński    | Jenny McCarthy               |
| 48 | listopad    | Samantha Fox       | Jennifer Allan          | Nicolas Cage      | Samantha Fox, Ewa Grabarczyk |
| 49 | grudzień    | Eva Herzigova      | Sylwia Pacura           | Andrzej Gołota    | Eva Herzigova                |

1997
| Nr | Miesiąc     | Okładka             | Playmate miesiąca    | Wywiady                             | Sesje zdjęciowe                                              |
| -- | ----------- | ------------------- | -------------------- | ----------------------------------- | ------------------------------------------------------------ |
| 50 | styczeń     | Monica Bellucci     | Jami Farrell         | Aleksandra Jakubowska               |                                                              |
| 51 | luty        | Marilyn Monroe      | Małgorzata Świgoń    | Whoopi Goldberg                     | Marilyn Monroe                                               |
| 52 | marzec      | Ewa Gawryluk        | Ewa Gawryluk         | Grzegorz Ciechowski                 | Ewa Gawryluk                                                 |
| 53 | kwiecień    | Katarzyna Figura    | Ewa Wewel            | Katarzyna Figura, Jan Maria Rokita  |                                                              |
| 54 | maj         | Grażyna Trela       | Victoria Silvstedt   | Sting                               | Grażyna Trela                                                |
| 55 | czerwiec    | Monika Helsner      | Monika Helsner       | Krzysztof Hołowczyc, Beata Kozidrak | Brigitte Bardot?                                             |
| 56 | lipiec      | Gena Lee Nolin      | Kimber West          | Clint Eastwood, Barbara Streisand   | Gena Lee Nolin                                               |
| 57 | sierpień    | Becky Delos Santos  | Urszula Grządzielska | Kazik Staszewski, Leonardo DiCaprio | Becky Delos Santos                                           |
| 58 | wrzesień    | Victoria Silvstedt  | Shea Marks           | Dennis Rodman                       | Victoria Silvstedt, Joanna Horodyńska                        |
| 59 | październik | Justyna Steczkowska | Sylwia Kotasiewicz   | Justyna Steczkowska                 |                                                              |
| 60 | listopad    | Farrah Fawcett      | Kelly Monaco         | Elton John                          | Sylwia Pacura, Farrah Fawcett, Wakacyjna Dziewczyna Playboya |
| 61 | grudzień    | Urszula, Kayah      | Sylwia Magdziak      |                                     | Sabina Śnioch                                                |

1998
| Nr | Miesiąc     | Okładka                                                        | Playmate miesiąca   | Wywiady                              | Sesje zdjęciowe                  |
| -- | ----------- | -------------------------------------------------------------- | ------------------- | ------------------------------------ | -------------------------------- |
| 62 | styczeń     | Joanna Janikowska                                              | Jessica Lee         | Paul McCartney, Iwona Petry          | Joanna Janikowska                |
| 63 | luty        | Ania Rudy                                                      | Rhonda Adams        | Zbigniew Hołdys, Milla Jovovich      | Ania Rudy                        |
| 64 | marzec      | Daphne Deckers                                                 | Carrie Stevens      | Grant Hill                           | Daphne Deckers                   |
| 65 | kwiecień    | Edyta Górniak                                                  | Andżelika Konieczna | Edyta Górniak, Matthew McConaughey   |                                  |
| 66 | maj         | Dorota Chotecka, Radosław Pazura                               | Daphnee Duplaix     | Muniek Staszczyk, Demi Moore         | Dorota Chotecka, Radosław Pazura |
| 67 | czerwiec    | April Morgan                                                   | Inga Drozdova       | Jerzy Stuhr, Dalajlama               | April Morgan                     |
| 68 | lipiec      | Geri Halliwell                                                 | Layla Roberts       | Dariusz Michalczewski, Til Schweiger | Geri Halliwell                   |
| 69 | sierpień    | Donna D’Errico, Traci Bingham, Pamela Anderson, Gena Lee Nolin | Aneta Tyleńska      | Andrzej Mleczko                      |                                  |
| 71 | wrzesień    | Agnieszka Wagner                                               | Maria Gil           | Mario Vargas Llosa                   | Agnieszka Wagner                 |
| 72 | październik | Katarzyna Skrzynecka                                           | Lisa Dergan         | Franciszek Starowieyski              | Katarzyna Skrzynecka             |
| 73 | listopad    | Iwona Petry                                                    | Holly Hart          | Jean-Michel Jarre, Anne Heche        | Iwona Petry                      |
| 74 | grudzień    | Naomi Campbell                                                 | Anita Rogocka       |                                      | Naomi Campbell                   |

1999
| Nr | Miesiąc     | Okładka            | Playmate miesiąca  | Wywiady                             | Sesje zdjęciowe               |
| -- | ----------- | ------------------ | ------------------ | ----------------------------------- | ----------------------------- |
| 74 | styczeń     | Katarina Witt      | Heather Kozar      | Carlos Sainz                        | Katarina Witt                 |
| 75 | luty        | Pamela Anderson    | Marta Piechowiak   |                                     | Pamela Anderson               |
| 76 | marzec      | Cindy Crawford     | Sylwia Nowak       | Wojciech Eichelberger               | Cindy Crawford                |
| 77 | kwiecień    | Olga Jackowska     | Vanessa Gleason    | Bogusław Bagsik, Ryszard Horowitz   | Olga Jackowska                |
| 78 | maj         | Jolanta Fraszyńska | Marliece Andrada   | Gromosław Czempiński                | Jolanta Fraszyńska            |
| 79 | czerwiec    | Anna Korcz         | Natalia Sokolova   | Janusz Wójcik, Goran Bregovic       | Anna Korcz                    |
| 80 | lipiec      | Sung Hi Lee        | Joanna Zdankiewicz | Maciej Maleńczuk                    | Sung Hi Lee                   |
| 81 | sierpień    | Karen McDougal     | Kimberly Spicer    | Nick Nolte                          | Karen McDougal, Anita Rogocka |
| 82 | wrzesień    | Anna Nicole Smith  | Estibaliz Sanz     | Lenny Kravitz                       | Anna Nicole Smith             |
| 83 | październik | Joanna Brodzik     | Tiffany Taylor     | Frederick Forsyth                   | Joanna Brodzik                |
| 84 | listopad    | Renata Gabryjelska | Tishara Cousino    | Samuel L. Jackson, Whitney Houston  | Renata Gabryjelska            |
| 85 | grudzień    | Naomi Campbell     | Cara Wakelin       | Tomasz Gollob, Catherine Zeta-Jones | Naomi Campbell                |

### 2000–2009
2000
| Nr | Miesiąc     | Okładka                           | Playmate miesiąca  | Wywiady                          | Sesje zdjęciowe                   |
| -- | ----------- | --------------------------------- | ------------------ | -------------------------------- | --------------------------------- |
| 86 | styczeń     | Agnieszka Podolska                | Agnieszka Podolska | Iggy Pop                         |                                   |
| 87 | luty        | Stephanie Wood, Kelly Monaco      | Jodi Ann Paterson  | Hugh Hefner, Prince              | Stephanie Wood, Kelly Monaco      |
| 88 | marzec      | Shazza                            | Brooke Richards    | George Clooney, Marcin Urbaś     | Shazza                            |
| 89 | kwiecień    | Caprice Bourret                   | Anna Brusewicz     | Ilich Ramírez Sánchez            | Caprice Bourret                   |
| 90 | maj         | Edyta Olszówka                    | Nohemi Rodriguez   | Kevin Spacey                     | Edyta Olszówka                    |
| 91 | czerwiec    | Tiffany Taylor                    | Anita Prądzyńska   | Jerry Springer, Madonna          | Tiffany Taylor                    |
| 92 | lipiec      | Angie Everhart                    | Kristi Cline       | Jeff Bezos, Paulo Coelho         | Angie Everhart                    |
| 93 | sierpień    | Alesha Oreskovich, Victoria Zdrok | Ilona Stachura     | Stanisław Lem, Barry White       | Alesha Oreskovich, Victoria Zdrok |
| 94 | wrzesień    | Katarzyna Paskuda                 | Katarzyna Paskuda  |                                  |                                   |
| 95 | październik | Agnieszka Włodarczyk              | Neferteri Shepherd | John Malkovich, Enrique Iglesias | Agnieszka Włodarczyk              |
| 96 | listopad    | Anna Przybylska                   | Nicole Lenz        | Jennifer Lopez                   | Anna Przybylska, Cameron Diaz     |
| 97 | grudzień    | Izabella Łukomska                 | Izabella Łukomska  |                                  |                                   |

2001
| Nr  | Miesiąc     | Okładka                                              | Playmate miesiąca       | Wywiady                          | Sesje zdjęciowe              |
| --- | ----------- | ---------------------------------------------------- | ----------------------- | -------------------------------- | ---------------------------- |
| 98  | styczeń     | Carmen Electra                                       | Summer Altice           |                                  | Carmen Electra, Ola Kobielak |
| 99  | luty        | Joanna Borysewicz                                    | Mirella Vieira          | Drew Barrymore                   | Joanna Borysewicz            |
| 100 | marzec      | Joanna Horodyńska, Katarzyna Paskuda, Bogusław Linda | Joanna Horodyńska       |                                  |                              |
| 101 | kwiecień    | Violetta Kołakowska                                  | Cara Michelle           | Ronaldo, Ridley Scott            | Violetta Kołakowska          |
| 102 | maj         | Anna Powierza                                        | Irina Voronina          | Janusz Gajos, Emmanuel Olisadebe | Anna Powierza                |
| 103 | czerwiec    | Martyna Wojciechowska                                | Marta Kałużna           | Jerzy Pilch, Mark Knopfler       | Martyna Wojciechowska        |
| 104 | lipiec      | Monika Sewioło                                       | Maria Siemkina          |                                  | Monika Sewioło               |
| 105 | sierpień    | Izabella Łukomska                                    | Brande Roderick         | Anthony Hopkins                  | Izabella Łukomska            |
| 106 | wrzesień    | Zuzanna Nowakowska                                   | Mayuree Wichaithongkham | Mariusz Walter, Martin Gore      | Zuzanna Nowakowska           |
| 107 | październik | Marta Kwiecień                                       | Miriam Gonzalez         | Paweł Kukiz, Hubert Urbański     | Marta Kwiecień               |
| 108 | listopad    | Marta Piechowiak                                     | Crista Nicole           | Andrzej Seweryn, Rammstein       | Marta Piechowiak             |
| 109 | grudzień    | Anita Lipnicka                                       | Dalene Kurtis           | Jerzy Engel, Jon Bon Jovi        | Anita Lipnicka               |

2002
| Nr  | Miesiąc     | Okładka                                  | Playmate miesiąca   | Wywiady                           | Sesje zdjęciowe                      |
| --- | ----------- | ---------------------------------------- | ------------------- | --------------------------------- | ------------------------------------ |
| 110 | styczeń     | Katarzyna Gałkowska                      | Shannon Stewart     | Will Smith                        | Katarzyna Gałkowska                  |
| 111 | luty        | Pamela Anderson                          | Katarzyna Gałkowska | Janusz Głowacki, Artur Rojek      | Pamela Anderson                      |
| 112 | marzec      | Dedee Pfeiffer                           | Joanna Krochmalska  | Johnny Depp                       | Dedee Pfeiffer                       |
| 113 | kwiecień    | Kylie Bax                                | Małgorzata Molenda  | Mick Jagger                       | Kylie Bax                            |
| 114 | maj         | Paulina Jaskólska, Joanna Horodyńska     | Shanna Moakler      | Lennox Lewis                      | Paulina Jaskólska, Joanna Horodyńska |
| 115 | czerwiec    | Anna Przybylska                          | Nicole Narain       | Russell Crowe                     | Anna Przybylska                      |
| 116 | lipiec      | Anna Hoksa                               | Helena Sawelew      | Brad Pitt, Milla Jovovich         | Anna Hoksa                           |
| 117 | sierpień    | Agnieszka Frykowska                      | Christi Shake       | Fred Durst, Monica Bellucci       | Agnieszka Frykowska                  |
| 118 | wrzesień    | Agnieszka Włodarczyk                     | Heather Carolin     | Harrison Ford, Mariusz Czerkawski | Agnieszka Włodarczyk                 |
| 119 | październik | Patrycja Ossowska, Dariusz Michalczewski | Christina Santago   | Maciej Maleńczuk, Tom Cruise      | Patrycja Ossowska, Dziewczyny Enronu |
| 120 | listopad    | Renata Gabryjelska                       | Alicja Czerwiec     | Janusz Kulig, Lenny Kravitz       | Renata Gabryjelska                   |
| 121 | grudzień    | Króliczek Playboya                       | Dorota Wysoczyńska  |                                   | Joanna Drozdowska                    |

2003
| Nr  | Miesiąc     | Okładka                                         | Playmate miesiąca      | Wywiady                                  | Sesje zdjęciowe                                |
| --- | ----------- | ----------------------------------------------- | ---------------------- | ---------------------------------------- | ---------------------------------------------- |
| 122 | styczeń     | Kristy Swanson                                  | Gabriela Bojko         | Denzel Washington, Robert Gawliński      | Kristy Swanson                                 |
| 123 | luty        | Sylwia Kaczmarek, Marzena Gwiżdż, Sylwia Gwiżdż | Teri Harrison          | Halle Berry                              | Sylwa Kaczmarek, Marzena Gwiżdż, Sylwia Gwiżdż |
| 124 | marzec      | Jolanta Mrotek                                  | Anka Romensky          | Janusz Panasewicz, Maciej Stuhr          | Jolanta Mrotek                                 |
| 125 | kwiecień    | Renata Dancewicz                                | Sylvi Bodi             | Eddie Vedder, Paweł Wilczak              | Renata Dancewicz                               |
| 126 | maj         | Carmen Electra                                  | Anna Palmowska         | Jack Nicholson, Patrick Kluivert         | Carmen Electra                                 |
| 127 | czerwiec    | Kayah                                           | Carmella DeCesare      | Billy Bob Thornton                       | Kayah                                          |
| 128 | lipiec      | Dorota Wysoczyńska                              | Zlaka Dimitrova        | Lisa Marie Presley, Krzysztof Pieczyński | Dorota Wysoczyńska                             |
| 129 | sierpień    | Tia Carrere                                     | Agata Iskow            | Grzegorz Markowski, Henryk Kasperczak    | Tia Carrere                                    |
| 130 | wrzesień    | Edyta Olszówka                                  | Marketa Janska         | Al Pacino                                | Edyta Olszówka                                 |
| 131 | październik | Łucja Kryńska                                   | Anna Kondraciuk        | Colin Farrell                            | Łucja Kryńska                                  |
| 132 | listopad    | Daryl Hannah                                    | Małgorzata Kantorowska | Quentin Tarantino, Anna Maria Jopek      | Daryl Hannah                                   |
| 133 | grudzień    | Agnieszka Krukówna                              | Annika Krum            | Muniek Staszczyk                         | Agnieszka Krukówna                             |

2004
| Nr  | Miesiąc     | Okładka                | Playmate miesiąca   | Wywiady                                              | Sesje zdjęciowe                        |
| --- | ----------- | ---------------------- | ------------------- | ---------------------------------------------------- | -------------------------------------- |
| 134 | styczeń     | Klaudia Carlos         | Kymberly Herrin     | Andrzej Mleczko                                      | Klauda Carlos                          |
| 135 | luty        | Olga Borys             | Marta Kałużna       | Roman Polko, Konrad Niewolski                        | Olga Borys, Playmates roku             |
| 136 | marzec      | Aneta Byczyk           | Edyta Stepaniuk     |                                                      | Nowe polskie godło                     |
| 137 | kwiecień    | Paulina Holtz          | Maryeva Oliveira    | Krzysztof Rutkowski                                  | Paulina Holtz, Ewa Wiertel             |
| 138 | maj         | Olga Rodonova          | Aliya Wolf          | Krzysztof Miller                                     | Olga Rodonova                          |
| 139 | czerwiec    | Małgorzata Kantorowska | Melanie Eder        | Maciej Szczęsny, Michael Schumacher                  | Małgorzata Kantorowska                 |
| 140 | lipiec      | Małgorzata Kosik       | Hiromi Oshima       | Szymon Majewski, Michael Moore                       | Małgorzata Kosik, 11 Piękności Wschodu |
| 141 | sierpień    | Pamela Anderson        | Angelika Rychter    | Johnny Depp                                          | Pamela Anderson, Veronika Zemanova     |
| 142 | wrzesień    | Magdalena Wójcik       | Janine Habeck       | Tomasz Lis, Matt Damon                               | Magdalena Wójcik                       |
| 143 | październik | Monika Mrozowska       | Zhanna Salimzianova | Larry Page, Sergey Brin                              | Monika Mrozowska                       |
| 144 | listopad    | Omenaa Mensah          | Elżbieta Korczowska | Kayah, Tymon Tymański, 50 Cent                       | Omena Mensah, Dziewczęce duety         |
| 145 | grudzień    | Ilona Wrońska          | Edyta Kochanowska   | Wojciech Mann, Krzysztof Materna, Hanna Smoktunowicz | Ilona Wrońska, Fotoerotica             |

2005
| Nr  | Miesiąc     | Okładka                                          | Playmate miesiąca    | Wywiady                                  | Sesje zdjęciowe                                     |
| --- | ----------- | ------------------------------------------------ | -------------------- | ---------------------------------------- | --------------------------------------------------- |
| 145 | styczeń     | Denise Richards                                  | Paulina Rybarczyk    | Oliver Stone                             | Denise Richards, Egzotyczne piękności               |
| 146 | luty        | Alicja Borkowska                                 | Anna Gala            | Janusz Weiss, Dustin Hoffman             | Alicja Borkowska                                    |
| 147 | marzec      | Katarzyna Kraszewska                             | Katarzyna Kraszewska | Nicole Kidman, Jan Nowicki, Lech Janerka | Teri Polo                                           |
| 148 | kwiecień    | Ewa Pacuła                                       | Zsuzsanna Ripli      | Bronisław Wildstein, Andrzej Sapkowski   | Ewa Pacuła, Trojaczki Hugh Hefnera                  |
| 149 | maj         | Katarzyna Drzyżdżyk                              | Lotte Oterdoom       | Piotr Adamczyk, Witalij Kliczko          | Katarzyna Drzyżdżyk                                 |
| 150 | czerwiec    | Elżbieta Korczowska                              | Giuliana Marino      | Lance Armstrong, hugh Hefner             | Elżbieta Korczowska                                 |
| 151 | lipiec      | Katarzyna Haber                                  | Kara Monaco          | Mateusz Kusznierewicz                    | Katarzyna Haber                                     |
| 152 | sierpień    | Joanna Krupa                                     | Paulina Kwaśniak     | Ewan McGregor, Scarlett Johansson        | Joanna Krupa                                        |
| 153 | wrzesień    | Joanna Liszowska                                 | Tiffany Fallon       | Bono, Sylwester Latkowski                | Joanna Liszowska                                    |
| 154 | październik | Magdalena Safin, Katarzyna Pillar, Sabina Garska | Natalia Pavlenko     | Keith Richards, Thomas Friedman          | Dziewczyny Z Media Markt                            |
| 155 | listopad    | Małgorzata Teodorska                             | Michaela Zemanova    | Feliks Falk, Krzysztof Oliwa             | Małgorzata Teodorska, Michaela Zemanova, Brazylijki |
| 156 | grudzień    | Dorota Rabczewska                                | Kerstin Schulz       | Maciej Żurawski, Kazimiera Szczuka       | Dorota Rabczewska, Łowca kobiecej intymności        |

2006
| Nr  | Miesiąc     | Okładka | Playmate miesiąca     | Wywiady                                     | Sesje zdjęciowe                                    |
| --- | ----------- | --- | --------------------- | ------------------------------------------- | -------------------------------------------------- |
| 157 | styczeń     | Karolina Borkowska | Magdalena Psiuk       | Al Pacino, Katarzyna Nosowska               | Karolina Borkowska, Fotoerotica                    |
| 158 | luty        | Edyta Górniak | Mariana Kupfer        | Pierce Brosnan, Robert Kubica               | Edyta Górniak                                      |
| 159 | marzec      | Sylwia Preiss | Sylwia Preiss         | Maryla Rodowicz                             | Sylwia Preiss, Dookoła Świata s playmate           |
| 160 | kwiecień    | Magdalena Soszyńska | Monica Leigh          | Jan Frycz, Marcin Wrona                     | Magdalena Soszyńska, Egzotyka                      |
| 161 | maj         | Rachel Veltri | Izabela Mika          | Jacek Borusiński, Sebastian Karpiel-Bułecka | Rache; Veltri                                      |
| 162 | czerwiec    | Anna Powierza | Agnieszka Hendel      | Jerzy Pilch, Magdalena Różczka              | Anna Powierza                                      |
| 163 | lipiec      | Marea Pante, Fabiana Gamateixeira, Lena Weinberg, Bianca Gotzelmann, Isabella Syrel, Manuela Geyer, Susanne Maier, Patrizia Bischoff, Nina Kirsch, Alexandra Reichel, Julia Kotzan | Ewa Wodzińska         | Marcin Świetlicki, Beata Pawlikowska        | Jedenastka Playboya                                |
| 164 | sierpień    | Aneta Piotrowska | Daria Letafie         | Keanu Reeves, Beata Tyszkiewicz             | Katarzyna Kraszewska, Aneta Piotrowska,            |
| 165 | wrzesień    | Magdalena Królikowska | Magdalena Królikowska | Krzysztof Cugowski, Pedro Almodovar         | Magdalena Królikowska, Dziewczyny z morskiej piany |
| 166 | październik | Emily Scott | Ilona Weber           | Eva Longoria, Tomasz Stańko                 | Emily Scott                                        |
| 167 | listopad    | Monika Jabłońska | Elena Pierminowa      | Kuba Wojewódzki, Jerry Bruckheimer          | Monika Jabłońska                                   |
| 168 | grudzień    | Katarzyna Skrzynecka, Joanna Liszowska, Kaja Paschalska, Izabela Mika, Aneta Piotrowska                                                                                            | Iwona Staroszczyk     | Borys Szyc, Krzysztof Krawczyk              | Kobiety „Tańca z Gwiazdami”                        |

2007
| Nr  | Miesiąc     | Okładka                                                              | Playmate miesiąca   | Wywiady                                                                         | Sesje zdjęciowe                  |
| --- | ----------- | -------------------------------------------------------------------- | ------------------- | ------------------------------------------------------------------------------- | -------------------------------- |
| 169 | styczeń     | Katarzyna Gałkowska                                                  | Anna Michalik       | Bogusław Linda, Smolik                                                          | Katarzyna Gałkowska, Fotoerotica |
| 170 | luty        | Agnieszka Frykowska                                                  | Agnieszka Frykowska | Stanisław Tym, Robert Więckiewicz                                               | Playmates roku                   |
| 171 | marzec      | Pamela Anderson                                                      | Karolina Matla      | Szymon Majewski, Samuel L. Jackson                                              | Pamela Anderson                  |
| 172 | kwiecień    | Harem Wojewódzkiego                                                  | Agnieszka Gąsior    | Muniek Staszczyk                                                                | Harem Kuby Wojewódzkiego         |
| 173 | maj         | Katarzyna Lourdes-Sowińska                                           | Silke Grobert       | Umberto Eco, Robert Gawliński                                                   | Katarzyna Sowińska               |
| 174 | czerwiec    | Ewa Janczewska, Barbara Kaczmarek, Katarzyna Szafron, Monika Halubek | Weronika Pieczuro   | Radosław Sikorski, Lady Pank                                                    |                                  |
| 175 | lipiec      | Tricia Helfer                                                        | Marta Gut           |                                                                                 | Tricia Helfer                    |
| 176 | sierpień    | Izabela Mika                                                         | Natalia Samoletova  | Jiri Menzel, Maciej Stuhr                                                       | Izabela Mika, Playmates roku     |
| 177 | wrzesień    | Magdalena Ciećka (Dziun)                                             | Katarzyna Szafron   | Krystyna Janda, Ozzy Osbourne, Magda Ciećka (Dziun), Republika Federalna Niemek |                                  |
| 178 | październik | Dorota Rabczewska                                                    | Brigida Milnar      | Marek Kondrat, Marek Krajewski                                                  | Dorota Rabczewska                |
| 179 | listopad    | Dorota Gawron                                                        | Jessica Micari      | Clive Owen, Woody Allen                                                         | Dorota Gawron                    |
| 180 | grudzień    | Króliczek Playboya                                                   | Klaudia El Dursi    |                                                                                 | 15 lat polskiej edycji Playboya  |

2008
| Nr  | Miesiąc     | Okładka                    | Playmate miesiąca  | Wywiady                              | Sesje zdjęciowe             |
| --- | ----------- | -------------------------- | ------------------ | ------------------------------------ | --------------------------- |
| 181 | styczeń     | Jenna Jameson              | Sylwia Romaniuk    | Robert Redford, Grzegorz Rosiński    | Jenna Jameson               |
| 182 | luty        | Kim Kardashian             | Petra Ivkic        | Mamadou Diouf, Anita Werner          | Kim Kardashian, Fotoerotica |
| 183 | marzec      | Katarzyna Lourdes-Sowińska | Sasckya Porto      | Matthew McConaughey, Anita Lipnicka  | Katarzyna Lourdes-Sowińska  |
| 184 | kwiecień    | Emily Scott                | Greta Ludziejewska | Kazik Staszewski, Robert Kubica      | Emily Scott                 |
| 185 | maj         | Natalia Szyguła            | Natalia Szyguła    | Wojciech Jagielski, Maciej Maleńczuk | Natalia Szyguła             |
| 186 | czerwiec    | Marta Gut                  | Jaqueline Khury    | Jacek Gmoch, George Clooney          | Marta Gut                   |
| 187 | lipiec      | Elizabeth Duda             | Nina Bajerska      | Przemysław Saleta, Janusz Palikot    | Elizabeth Duda              |
| 188 | sierpień    | Agnetha Brandin            | Alexandra Salai    | Jacek Wszoła, Urszula Dudziak        | Agnetha Brandin             |
| 189 | wrzesień    | Dasha Astafieva            | Monika Leszczyńska | Marcin Prokop                        | Dasha Astafieva             |
| 190 | październik | Katarzyna Figura           | Leonor Perez       | John Cleese, Jerzy Skolimowski       | Katarzyna Figura            |
| 191 | listopad    | Monika Mrozowska           | Katarzyna Danysz   | Daniel Craig                         | Monika Mrozowska            |
| 192 | grudzień    | Weronika Książkiewicz      | Juliana Goes       | Ryszard Kalisz, Tomasz Karolak       | Weronika Książkiewicz       |

2009
| Nr      | Miesiąc         | Okładka             | Playmate miesiąca  | Wywiady                                 | Sesje zdjęciowe             |
| ------- | --------------- | ------------------- | ------------------ | --------------------------------------- | --------------------------- |
| 193     | styczeń         | Marzena Cieślik     | Ester Welwaarts    | Jerzy Owsiak, Chad Hurley               | Marzena Cieślik             |
| 194     | luty            | Karolina Nolbrzak   | Michaela Grauke    | Wojciech Pszoniak, Marcin Dorociński    | Karolina Nolbrzak           |
| 195     | marzec          | Czysta krew         | Karolina Urban     | Hugh Laurie, Lao Che                    | Czysta krew, Playmates roku |
| 196     | kwiecień        | Jenna Jameson       | Monika Napieraj    | Krzysztof Pieczyński, Sidney Polak      | Jenna Jameson               |
| 197     | maj             | Eugenia Diordijczuk | Ksenia Zajcewa     | Jacek Poniedziałek, Adrien Brody        | Eugenia Diordijczuk         |
| 198     | czerwiec        | Carmen Electra      | Kamila Maćkowiak   | Adam Nowak, Marcin Gortat               | Carmen Electra              |
| 199/200 | lipiec/sierpień | Króliczek Playboya  | Iza Sala           |                                         | Sylvia Papadaki             |
| 201     | wrzesień        | Katarzyna Danysz    | Ana Paula Tabalipa | Zbigniew Lew-Starowicz, Monica Bellucci | Katarzyna Danysz            |
| 202     | październik     | Anna Mucha          | Doreen Seidel      | Tomasz Adamek, Kayah                    | Anna Mucha                  |
| 203     | listopad        | Magda Muzyka        | Margerita Waldmann | Jadwiga Staniszkis, Rafał Królikowski   | Magda Muzyka                |
| 204     | grudzień        | Iga Wyrwał          | Efi Kiriakou       | Leonard Cohen, James Cameron            | Iga Wyrwał                  |

### 2010–2019
2010
| Nr  | Miesiąc     | Okładka                                                               | Playmate miesiąca     | Wywiady                                                | Sesje zdjęciowe                                |
| --- | ----------- | --------------------------------------------------------------------- | --------------------- | ------------------------------------------------------ | ---------------------------------------------- |
| 205 | styczeń     | Alina Pușcău                                                          | Żaneta Niźnikowska    | Marek Piekarczyk, Adam Darski                          | Alina Pușcău, Fotoerotica                      |
| 206 | luty        | Joanna Krupa                                                          | Ilona Weber           | Stanisław Soyka, Jim Jarmusch                          | Joanna Krupa, Fotoerotica                      |
| 207 | marzec      | Anna Barańska                                                         | Lisa Tomaszewski      | Andrzej Seweryn, Benicio del Toro                      | Anna Barańska, Fotoerotica                     |
| 208 | kwiecień    | Georgia Karabinis                                                     | Chantal Hanse         | Paweł Śpiewak, Katarzyna Pakosińska                    | Georgia Karabinis, Playmate 2009               |
| 209 | maj         | Francys Sudnicka                                                      | Connie Mengotti       | Czesław Mozil, Daniel Passent                          | Francys Sudnicka, Connie Mengotti, Fotoerotica |
| 210 | czerwiec    | Candice Boucher                                                       | Monika Kalisz         | Maciej Szczęsny, Wojciech Szczęsny, Urszula            | Candice Boucher, Monika Kalisz, Skarby kibica  |
| 211 | lipiec      | Iza Sala                                                              | Sylwia Kobylińska     | Anna Przybylska, Wojciech Mecwaldowski                 | Iza Sala, Sylwia Kobylińska, Playmates Roku    |
| 212 | sierpień    | Aleksandra Szwed                                                      | Katia Dede            | Michael Palin, Agnieszka Grochowska, Andrzej Grabowski | Aleksandra Szwed Pożegnanie z Afryką           |
| 213 | wrzesień    | Angelika Jakubowska                                                   | Anamara Maroca        | Witold Kaczanowski, Magda Mołek                        | Angelika Jakubowska, Fotoerotica               |
| 214 | październik | Kelly Brook                                                           | Monika Pietrasińska   | Matthew Fox, Titus                                     | Kelly Brook                                    |
| 215 | listopad    | Linda Zimány                                                          | Agnieszka Szczepaniak | Robert Downey Jr., Maria Peszek                        | Linda Zimány                                   |
| 216 | grudzień    | Bartłomiej Topa, Mateusz Damięcki, Wojciech Mecwaldowski, Iris Bakker | Iris Bakker           | Cezary Pazura, Martyna Wojciechowska                   | Sesja urodzinowa Playboya                      |

2011
| Nr  | Miesiąc     | Okładka                           | Playmate miesiąca    | Wywiady                                 | Sesje zdjęciowe                     |
| --- | ----------- | --------------------------------- | -------------------- | --------------------------------------- | ----------------------------------- |
| 217 | styczeń     | Olga Kamińska                     | Natasza Kuzniecowa   | Sławomir Petelicki, Krzysztof Grabowski | Olga Kamińska, Fotoerotica          |
| 218 | luty        | Króliczek Playboya                | Melanie Meijer       | Leszek Miller                           | Luiza Hryniewicz                    |
| 219 | marzec      | Izabela Janachowska               | Viktória Metzker     | Frank Gehry                             | Izabela Janachowska                 |
| 220 | kwiecień    | Sylwia Gliwa                      | Vladka Erbová        | Hugh Hefner, Maciej Zakościelny         | Sylwia Gliwa                        |
| 221 | maj         | Triss Merigold                    | Małgorzata Gałkowska | Adam Sztaba, Manuel Arboleda            |                                     |
| 222 | czerwiec    | Lizzy Jagger                      | Aleksandra Woźniak   | Tomasz Kot, Roman Kostrzewski           |                                     |
| 223 | lipiec      | Monika Pietrasińska               | Anamarija Frlan      | Maria Czubaszek                         | Crystal Harris                      |
| 224 | sierpień    | Hope Dworaczyk                    | Agnieszka Jaworska   | Justin Timberlake, Kamil Durczok        |                                     |
| 225 | wrzesień    | Nikoleta Lozanova                 | Zuzanna Chyba        | Witalij Kliczko, Sławomir Mrożek        |                                     |
| 226 | październik | Jedenastka Playboya               | Zoi Gorman           | Michał Urbaniak, Jakub Błaszczykowski   | Gotowe na Euro                      |
| 227 | listopad    | Milena Radecka                    | Julia Briczkowskaja  | Jacek Borcuch, Jakub Wesołowski         | Milena Radecka, Julia Briczkowskaja |
| 228 | grudzień    | Dasza Astafiewa, Julia Kawtaradze | Katarzyna Szturemska | Jerzy Gruza, Mamed Chalidow             |                                     |

2012
| Nr  | Miesiąc     | Okładka              | Playmate miesiąca    | Wywiady                            | Sesje zdjęciowe          |
| --- | ----------- | -------------------- | -------------------- | ---------------------------------- | ------------------------ |
| 229 | styczeń     | Kamila Maćkowiak     | Andressa Ribeiro     | Olaf Lubaszenko, Zbigniew Bartman  | Fotoerotica 2011         |
| 230 | luty        | Angelika Fajcht      | Anna Sbitnaya        | Wojciech Smarzowski, Robert Górski | Fotoerotica              |
| 231 | marzec      | Monika Partyka       | Francesca Lukasik    | Borys Szyc, Czesław Mozil          | Fotoerotica              |
| 232 | kwiecień    | Monika Ordowska      | Julia Jurudiuk       | Tomasz Frankowski, Lech Wałęsa     | Playmate of The Year     |
| 233 | maj         | Wiktoria Driuk       | Zimra Geurts         | Zbigniew Boniek, Wojciech Szczęsny | Do pary                  |
| 234 | czerwiec    | Agata Załęcka        | Marina Emanuela Saia | Steve Buscemi, Robert Lewandowski  | Skarby Kibica 2012       |
| 235 | lipiec      | Katarzyna Szturemska | Joana Caldeira       | Maciej Maleńczuk, Tom Cruise       | Made in Germany          |
| 236 | sierpień    | Natalia Siwiec       | Anna Kołeczko        | Włodzimierz Szaranowicz            | Najsławniejsze Playmates |
| 237 | wrzesień    | Niki Daniludisz      | Natalia Kuklik       | Charlie Sheen                      | Ukraińska Fotoerotica    |
| 238 | październik | Aleksandra Szwed     | Beau Hesling         | Krzysztof Hołowczyc                | Sasha Grey               |
| 239 | listopad    | Inessa Tuszkanowa    | Karolina Kłos        | Adam Małysz                        | Argentyńskie tango       |
| 240 | grudzień    | Katrina Darling      | Katarzyna Blum       | Quentin Tarantino                  | Gwiazdy XX-lecia         |

2013
| Nr  | Miesiąc     | Okładka                  | Playmate miesiąca | Wywiady                                             | Sesje zdjęciowe                       |
| --- | ----------- | ------------------------ | ----------------- | --------------------------------------------------- | ------------------------------------- |
| 241 | styczeń     | Fotoerotica 2012         | Marta Korcz       | Juliusz Machulski, Lee Child                        | Witajcie w Klubie                     |
| 242 | luty        | Marta Domachowska        | Karina Marie      | Wojciech Mann, Arkadiusz Jakubik                    | Fotoerotica 2012                      |
| 243 | marzec      | Paz de la Huerta         | Daria Cybulska    | Anthony Hopkins, Janusz Olejniczak                  | Fotoerotica 2012                      |
| 244 | kwiecień    | Joanna Majstrak          | Jana Dimitrova    | Mirosław Baka, Jude Law                             | Playmate Roku                         |
| 245 | maj         | Marta Wierzbicka         | Gabriela Milagre  | Bogusław Wołoszański, Tomasz Rygalik                | Słowenka w Indiach                    |
| 246 | czerwiec    | Dominika Zasiewska       | Niki Belucci      | Jerzy Dudek, J.J. Abrams                            | Formuła rozkoszy                      |
| 247 | lipiec      | Anna Kołeczko            | Amanda Streich    | Matt Damon, Robert Sowa                             |                                       |
| 248 | sierpień    | Raquel Jacob             | Marta Zawisza     | Wojciech Eichelberger, Ryan Gosling, Marcin Masecki |                                       |
| 249 | wrzesień    | Maja Bohosiewicz         | Gloria Patrizi    | Peter Dinklage, Andrzej Olechowski                  | 10 z Brazylii                         |
| 250 | październik | naklejka na samochód     | Olga Niedzielska  |                                                     | Króliki i króliczki, Zabawa na trawie |
| 251 | listopad    | Aida Bella, Marta Wójcik | Anna Tolczek      | Bear Grylls, Łukasz Piszczek                        | Aida Bella, Marta Wójcik, Lady Jill   |
| 252 | grudzień    | Sylwia Nowak             | Aline Riscado     | Samuel L. Jackson, Jan Lubomirski-Lanckoroński      | Seks na ekranie                       |

2014
| Nr  | Miesiąc     | Okładka                                        | Playmate miesiąca      | Wywiady                                | Sesje zdjęciowe          |
| --- | ----------- | ---------------------------------------------- | ---------------------- | -------------------------------------- | ------------------------ |
| 253 | styczeń     | Kate Moss                                      | Magdalena Furman       | Robert Więckiewicz, Hugh Hefner        | Playmates roku ze świata |
| 254 | luty        | Fotoerotica 2013                               | Olga Ogneva            | Janusz Kaniewski, Władysław Pasikowski | Fotoerotica 2013         |
| 255 | marzec      | Carrie Tivador                                 | Sandra Cichomska       | Ben Affleck, Rafał Sonik               | Fotoerotica              |
| 256 | kwiecień    | Sonia Wesołowska                               | Britt Linn             | Bradley Cooper, Marian Opania          | Fotoerotica              |
| 257 | maj         | Luxuria Astaroth                               | Dani Mathers           | Stan Lee                               | Fotoerotica              |
| 258 | czerwiec    | Olga Niedzielska                               | Miriam Rathmann        | Artur Boruc                            |                          |
| 259 | lipiec      | Patricia Jordane                               | Anita Sikorska         | Ronaldo                                |                          |
| 260 | sierpień    | stewardesa Air Playboy                         | Natalia Wierzbowska    | Rosław Szaybo                          |                          |
| 261 | wrzesień    | cheerleaderki polskiej reprezentacji siatkówki | Delfina Aziri          | Paweł Zagumny                          |                          |
| 262 | październik | Rachel Mortenson                               | Izabella Wasiniewska   | Donald Tusk, Marcin Prokop             | Kennedy Summers          |
| 263 | listopad    | Irina Bondarenko                               | Katarzyna Pereg        | David Fincher, Bartłomiej Topa         |                          |
| 264 | grudzień    | Lidia Kopania                                  | Débora i Denise Tubino | Gary Oldman, Piotr Żyła                |                          |

2015
| Nr  | Miesiąc     | Okładka              | Playmate miesiąca   | Wywiady                                                       | Sesje zdjęciowe                                         |
| --- | ----------- | -------------------- | ------------------- | ------------------------------------------------------------- | ------------------------------------------------------- |
| 265 | styczeń     | Aneta Zając          | Olga Rom            | Ryszard Horowitz, Liam Neeson                                 | Aneta Zając, Olga Rom, Fotoerotica 2014                 |
| 266 | luty        | Monika Pietrasińska  | Kayslee Collins     | Joaquin Phoenix, Tymon Tymański                               | Monika Pietrasińska, Kayslee Collins, Kalifornijski sen |
| 267 | marzec      | Rachel Mortenson     | Sandra Majka        | Dorota Wellman                                                | Fotoerotica 2014                                        |
| 268 | kwiecień    | Maja Sablewska       | Brittny Ward        | Vince Vaughn, Jan Błachowicz                                  | Playmate Roku, Fotoerotica 2014                         |
| 269 | maj         | Karolina Pilarczyk   | Nuelle Alves        | Cezary Kucharski, Adam Klimek, Patryk Mikiciuk, Tomasz Kuchar | Fotoerotica 2014                                        |
| 270 | czerwiec    | Anita Sikorska       | Hester Winkel       | Dick Cheney, Rinke Rooyens                                    | Fotoerotica 2014                                        |
| 271 | lipiec      | Charlie Riina        | Karolina Kuik       | Wojciech Karolak, Lewis Hamilton                              |                                                         |
| 272 | sierpień    | Playboy Gala Bunnies | Matylda Wielgosz    | Zbigniew Wodecki, Bartek Tyciński, Maciej Moruś               |                                                         |
| 273 | wrzesień    | Natasza Urbańska     | Stephanie Branton   |                                                               |                                                         |
| 274 | październik | Paulina Mikołajczak  | Brittany Brousseau  | Joseph Gordon-Levitt                                          |                                                         |
| 275 | listopad    | Katarzyna Porycka    | Katarzyna Porycka   | Christoph Waltz                                               |                                                         |
| 276 | grudzień    | Elizabeth Ostrander  | Aleksandra Adamczak | Dmitrij Głuchowski                                            | Playboy USA’s Playmates                                 |

2016
| Nr  | Miesiąc     | Okladka               | Playmate | Wywiady                       | Sesje zdjeciowe |
| --- | ----------- | --------------------- | -------- | ----------------------------- | --------------- |
| 277 | styczeń     | Pamela Anderson       |          |                               |                 |
| 278 | luty        |                       |          |                               |                 |
| 279 | marzec      | Małgorzata Włodarczyk |          | Krzysztof „Diablo” Włodarczyk |                 |
| 280 | kwiecień    | Agnieszka Wielgosz    |          |                               |                 |
| 281 | maj         | Natalia Tomczyk       |          |                               |                 |
| 282 | czerwiec    | Matylda Wielgosz      |          |                               |                 |
| 283 | lipiec      |                       |          |                               |                 |
| 284 | sierpień    | Katarzyna Bigos       |          |                               |                 |
| 285 | wrzesień    | Anna Tarnowska        |          |                               |                 |
| 286 | październik | Katarzyna Moś         |          |                               |                 |
| 287 | listopad    | Katarzyna Glinka      |          |                               |                 |
| 288 | grudzień    |                       |          |                               |                 |

2017
| Nr  | Miesiąc     | Okładka              | Playmate       | Wywiady                                 | Sesje zdjęciowe |
| --- | ----------- | -------------------- | -------------- | --------------------------------------- | --- |
| 289 | styczeń     | Hanna Żudziewicz     |                |                                         | |
| 290 | luty        | Katarzyna Zielińska  |                |                                         | |
| 291 | marzec      | Enikö Mihalik        |                |                                         | |
| 292 | kwiecień    | Aleksandra Kot       |                |                                         | |
| 293 | maj         | Angela Olszewska     |                |                                         | |
| 294 | czerwiec    | Edyta Herbuś         |                |                                         | |
| 295 | lipiec      | Ewa Niespodziana     |                |                                         | |
| 296 | sierpień    | Dana Taylor          | Klaudia Skogmo | Christopher Nolan, Zbigniew Namysłowski | Wakacyjne Dziewczyny: Dana Taylor, Julia Almendra, Olivia Brower, Tara Lynn, Brook Power; Klaudia Skogmo Czekając na Ciebie: Kate Harrison, Emily LaBowe |
| 297 | wrzesień    | Sandra Kubicka       |                |                                         | |
| 298 | październik | Joanna Przetakiewicz |                |                                         | |
| 299 | listopad    | Hugh Hefner          |                |                                         | |
| 300 | grudzień    | Króliczek Playboya   |                |                                         | |

2018
| Nr  | Miesiąc     | Okładka              | Playmate         | Wywiady                                                       | Sesje zdjęciowe |
| --- | ----------- | -------------------- | ---------------- | ------------------------------------------------------------- | --- |
| 301 | styczeń     | Daria Michalczuk     | Allie Leggett    | Tadeusz Rolke, Maxime Chattam                                 | Fotoerotica 2018: Daria Michalczuk, Marina Garda, Izabela Wasiniewska, Kamila Szalas, Agieszka Roszkiewicz, Kinga Aniszewska; Allie Leggett; Sera Mann; |
| 302 | luty        |                      |                  |                                                               | |
| 303 | marzec      |                      |                  |                                                               | |
| 304 | kwiecień    | Jenny Watwood        |                  |                                                               | |
| 305 | maj         | Alicja Ruchała       |                  |                                                               | |
| 306 | czerwiec    | Justyna Żyła         |                  |                                                               | |
| 307 | lipiec      | Małgorzata Suszek    |                  | Marcin Wroński, Dan Auerbach, Kamil Grosicki, Philip Zimbardo | Sandra Kubicka |
| 308 | sierpień    | Valeria Lakhina      | Magdalena Grande | Jan „Majami” Fabiańczyk, Jan Borysewicz, Katarzyna Puzyńska   | Valeria Lakhina; Magdalena Grande; Rzymskie Wakacje: Roxanna June, Jess Clarke                                                                          |
| 309 | wrzesień    | Katarzyna Warnke     | Laura Medina     | Michał Kempa, Wojciech Mecwaldowski, Roman Paszke             | Katarzyna Warnke, Laura Medina, Sarah Stevens |
| 310 | październik | Małgorzata Krukowska |                  |                                                               | |
| 311 | listopad    | Małgorzata Gałkowska |                  |                                                               | |
| 312 | grudzień    |                      |                  |                                                               | |

2019
| Nr  | Miesiąc     | Okładka                        | Playmate             | Wywiady                                                                         | Sesje zdjęciowe |
| --- | ----------- | ------------------------------ | -------------------- | ------------------------------------------------------------------------------- | --- |
| 313 | styczeń     | Aleksandra Popławska           | Shelby Rose          | Abelard Giza, Jacek Stramik, Jerzy Owsiak, Janusz Chabior,                      | Aleksandra Popławska, Shelby Rose, Zaliczone: Katherine Singleton, Samantha Fernandez, Devin Bender, Verity Miller, Natasha Eklove |
| 314 | luty        | Ada Fijał                      | Monika Nowak         | Krzysztof Piątek, Branford Marsalis, Paweł Domagała                             | Ada Fijał, Monika Nowak, Maelys Garouis                                                                                            |
| 315 | marzec      | Ludwika Cichecka               | Karolina Smulska     | Białas, Piotr Adamczyk, Richard Jenkins                                         | Ludwika Cichecka, Karolina Smulska, Kayslee Collins                                                                                |
| 316 | kwiecień    | Bella Rouge                    | Megan Moore          | Max Czornyj, Gabriela Muskała, Michael Caine                                    | Bella Rouge, Megan Moore, Fotoerotica 2019                                                                                         |
| 317 | maj         | Monika Borzym                  | Vendela Lindblom     | Mariusz Duda, Łukasz „Mrozu” Mróz, Mark Hamill                                  | Monika Borzym, Vendela Lindblom, Fotoerotica 2019                                                                                  |
| 318 | czerwiec    | Renata Kaczoruk                | Fo Porter            | Ronnie O’Sullivan, Clea Gaultier, Robert Harris, Łukasz Orbitowski              | Renata Kaczoruk, Fo Porter, Fotoerotica 2019                                                                                       |
| 319 | lipiec      | Michalina Olszańska – Rozbicka | Abigail O’Neill      | Tomasz Raczek, Tomasz Organek, Martin Lewandowski                               | Michalina Olszańska, Abigail O’Neill, Joanna Jachimowicz                                                                           |
| 320 | sierpień    | Nicole Gregorczuk              | Kasia Smolińska      | Maciej Musiał, Ewa Piątkowska, Przemysław Saleta,                               | Nicole Gregorczuk, Kasia Smolińska, Keilani Asmus                                                                                  |
| 321 | wrzesień    | Agata Biernat                  | Anna Maria Olbrycht  | Andrzej Grabowski, Margaret, Damian „Mestosław” Sobczyk, Kękę, Robert Rutkowski | Agata Biernat, Anna Maria Olbrycht, Monika Wiśniewska                                                                              |
| 322 | październik | Teela Laroux                   | Kinga Buczkowska     | Maciej Lubiak, Jerzy Urban, Borys Szyc, Piotr Lisek                             | Teela Laroux, Kinga Buczkowska, Taia Vais                                                                                          |
| 323 | listopad    | Hanna Koczewska                | Hilda Dias Pimentel  | Paweł Deląg, Agnieszka Radwańska                                                | Ostre piękno BDSM |
| 324 | grudzień    | Hanna Serediuk                 | Natalia Nienałtowska | Pezet, Bartosz Bielenia                                                         | Hanna Serediuk, Natalia Nienałtowska, Sophie O’Neil                                                                                |

## Playmate edycji światowych (Polki)
- Playmate International

1. Amanda Mrowiec – 2007 (Playmate edycji czeskiej)
2. Monika Kalisz – listopad 2010 (Playmate edycji niemieckiej)
3. Amanda Streich – grudzień 2012 (Playmate edycji amerykańskiej)
4. Tamara Behler – listopad 2015 (Playmate edycji holenderskiej)